# Lekki
Lekki é uma área de governo local do estado de Lagos, na Nigéria; localizada a leste da cidade de Lagos. Lekki é uma península formada naturalmente, adjacente a oeste ilha Victoria e Ikoyi distritos de Lagos, com o Oceano Atlântico ao sul, Lagos (lagoa) ao norte, e Lekki (lagoa) a seu leste; no entanto, a sudeste da cidade, que termina em torno da borda ocidental da ilha Refúgio, contígua à parte oriental da LGA Ibeju-Lekki.
A cidade ainda está em grande parte em construção; Em 2015, somente a fase 1 do projeto foi concluída, com a fase 2 em  acabamento. A península é de aproximadamente 70 a 80  km de comprimento, com uma largura média de 10  km. Lekki atualmente abriga vários Estates, desenvolvimentos residenciais fechados, em terras agrícolas, áreas alocadas para uma Zona de Livre Comércio, com um aeroporto e um porto marítimo em construção. O plano diretor de uso da terra proposta para Lekki prevê a Península como um "Blue-Green Environment City", esperado para acomodar mais de 3,4 milhões de população residencial e uma população não residencial adicional de pelo menos 1.900.000.
Parte da atual Lekki (fase 1) na LGA Eti-Osa era anteriormente conhecida como Maroko, uma favela, antes de ter sido destruída pelo Raji Rasaki levou o governo militar do estado de Lagos.